# Budapesti Vasutas Sport Club
Budapesti Vasutas Sport Club je mađarsko športsko društvo iz Budimpešte.
Godina osnivanja: 1911.
Godina raspuštanja: 2001.

## Povijest
Klub je često mijenjao imena kroz povijest.
- 1911. Budapesti VSC
- 1914. Konzum
- 1946. Budapesti Lokomotiv
- 1954. Budapesti TSE (nakon spajanja Budapesti Elöre i Budapesti Postás SE)
- 1956. Budapesti VSC (nakon odspajanja Budapesti Elöre i Budapesti Postás SE)
- 1990. BVSC Mavtransped
- 1992. BVSC Novép
- 1993. BVSC Dreher
- 1997. BVSC Zugló
- 1998. Budapesti VSC

## Odjeli
- Budapesti Vasutas Sport Club (vaterpolo)